# 可児市役所
可児市役所（かにしやくしょ）は、地方公共団体である岐阜県可児市の組織が入る施設（役所）。

## 概要
- 庁舎は1979年（昭和54年）に可児町役場として建設された。1982年（昭和57年）に市制施行により可児市役所となる。
- 2008年（平成20年）に耐震改修及び庁舎の増築（西館）を行う。従来の庁舎は東館となる。東館と西館は通路で結ばれている。
- 2018年（平成30年）に、一部の組織は可児市子育て健康プラザに移転している。

## 業務時間
- 月曜日から金曜日の8時30分から17時15分（土曜日・日曜日・祝日・年末年始を除く）

## 業務内容

### 庁舎
5階
- 議場

4階
- 文化スポーツ課
- 文化財課
- 教育総務課
- 学校教育課
- 防災安全課
- 管財検査課
- 地域振興課
- 環境課

3階
- 産業振興課
- 観光交流課
- 企業誘致課
- 総合政策課
- 財政課
- 人事課
- 総務課
- 秘書広報課

2階
- 都市計画課
- 土木課
- 都市整備課
- 建築指導課
- 施設住宅課
- 管理用地課
- 税務課
- 収納課
- 高齢福祉課
- 介護保険課

1階
- 福祉支援課
- 国保年金課
- 市民課
- 人づくり課
- 上下水道料金課
- 会計課

### 子育て健康プラザ
2階
- 子育て支援課
- こども課
- 健康増進課

## 連絡所
一部の届出の受付、簡易な証明書の交付、住民・自治組織との連絡調整を行う（広見連絡所及び中恵土連絡所は住民・自治組織との連絡調整のみ）。
今渡連絡所
- 所在地：可児市今渡1521番地4
- 管轄地域：今渡

川合連絡所
- 所在地：可児市川合北2丁目14番地
- 管轄地域：川合、川合北

下恵土連絡所
- 所在地：可児市下恵土1673番地
- 管轄地域：下恵土、禅台寺、徳野南

土田連絡所
- 所在地：可児市土田2352番地2
- 管轄地域：土田

帷子連絡所
- 所在地：可児市東帷子1011番地
- 管轄地域：東帷子、帷子新町、西帷子、菅刈、若葉台、愛岐ケ丘、光陽台、長坂、緑、鳩吹台、虹ケ丘

春里連絡所
- 所在地：可児市矢戸407番地
- 管轄地域：坂戸、塩、矢戸、長洞、室原、塩河、清水ケ丘、美里ケ丘

姫治連絡所
- 所在地：可児市下切1530番地
- 管轄地域：下切、今、谷迫間、みずきケ丘、姫ケ丘

平牧連絡所
- 所在地：可児市二野2547番地4
- 管轄地域：大森、二野、羽崎、緑ケ丘、羽生ケ丘、大森台、星見台、松伏

桜ケ丘連絡所
- 所在地：可児市皐ケ丘六丁目1番地1
- 管轄地域：桜ケ丘、皐ケ丘、桂ケ丘

久々利連絡所
- 所在地：可児市久々利1644番地1
- 管轄地域：久々利、柿下、久々利柿下入会

広見東連絡所
- 所在地：可児市瀬田1736番地
- 管轄地域：瀬田、柿田、渕之上、平貝戸、石森

広見連絡所
- 所在地：可児市広見七丁目77番地
- 管轄地域：広見、石井、広眺ケ丘

中恵土連絡所
- 所在地：可児市中恵土1896番地1
- 管轄地域：中恵土

兼山連絡所
- 所在地：可児市兼山701番地1
- 管轄地域：兼山

## 交通アクセス
- 名鉄広見線「新可児駅」下車、徒歩約15分。
- JR東海太多線「可児駅」下車、徒歩約15分。